# Vieussan
Vieussan – miejscowość i gmina we Francji, w regionie Oksytania, w departamencie Hérault.
Według danych na rok 1990 gminę zamieszkiwało 256 osób, a gęstość zaludnienia wynosiła 9 osób/km² (wśród 1545 gmin Langwedocji-Roussillon Vieussan plasuje się na 660. miejscu pod względem liczby ludności, natomiast pod względem powierzchni na miejscu 216.).

## Populacja

Populacja Vieussan w latach 1962-2008